# Benedetta Cibrario
Œuvres principales
Rossovermiglio
Benedetta Cibrario, née en 1962 à Florence en Italie, est une écrivaine italienne.

## Biographie
Benedetta Cibrario a fait des études d'histoire du cinéma à l'université de Turin avant de partir vivre en Angleterre. Elle décide, tardivement, de devenir écrivaine et publie en 2007 son premier roman, Rossovermiglio, qui remporte en 2008 le prix Campiello.

## Œuvre
- Rossovermiglio, éditions Feltrinelli, 2007 – prix Campiello 2008
- Sotto cieli noncuranti, éd. Feltrinelli), 2010 – prix Rapallo-Carige 2010
- Lo Scurnuso, éd. Feltrinelli, 2011.
- L'uomo che dormiva al parco, éd. Feltrinelli, 2012.